# Джурин (Жмеринський район)
Джурин — село в Україні, у Джуринській сільській громаді Жмеринського району Вінницької області, центр Джуринської сільської ради. Колишнє містечко.

## Географія
Село Джурин лежить в улоговинах поміж подільськими пагорбами, розташоване в південно-східній частині Шаргородського району в межах південно-західної частини Подільської височини, частина з яких є покладами вапняку-черепашнику, котрий понад пів століття мешканці Джурина видобували підземним способом як надійний будівельний матеріал. Садиби господарств розташовані здебільшого на крутосхилах, які спускаються до двох річок, які в центрі Джурина стікаються в одну. І лише тут частина села розкинулася на рівнинній місцевості, де знайшлося місце і стадіону, і парку, і трьом ставкам. Ще тут, у дев'ятнадцятому столітті, були цукровий завод, що згодом перетворився в машинобудівний завод системи Укрхарчопроду, сільський будинок культури, музична школа, лісництво, дільнична лікарня, свого часу на цій улоговині містилися також млин, стайня для колгоспних коней, телятник, приміщення побуткомбінату.
У селі річка Деребчинка впадає у Суху, ліву притоку Мурафи.
Двори селян розміщенні вздовж улуговин, які впродовж століть поділилися умовно на присілки і кутки: Гончарівка, Кривда, Когутівка, Тхорівка, Вила, Гірні, Лапаївка, Русавський яр, Голинчинський яр, Причепилівка (є й інша простонародна назва цієї частини села — Корея), Адамівка. Завдяки внутрішньосільській міграції на південний захід від центру населеного пункту утворилося престижне поселення Висілок (у простонародді побутує суржикова назва «Посьолок»), після того, як та частина горішньої площі сельбища виявилася забудована, утворився інший — Мурафський Висілок. Він, як і попередній, також знаходиться на пагорбі відносно основної частини Джурина. Назва «Мурафський» сформувалася від того, що садиби новоселів розташувалися упродовж шляху до села Мурафа, на берегах однойменної річки.
Джурин межує з селами: Сапіжанка (на відстані трьох кілометрів), Хоменки — п'ять кілометрів, Вербівка — один кілометр, Мала Деребчинка — межа в межу, Деребчин — дев'ять кілометрів, Зведенівка — 8 км. Село Мурафа — за дванадцять кілометрів, Голинченці — за п'ять кілометрів. До районного центру Шаргород відстань — 18 кілометрів. До залізничних станцій — Рахни Лісові — 18 кілометрів, до станції Ярошенка — 26 кілометрів. Відстань до кордону з Молдовою, прикордонним пропускним пунктом на мосту через річку Дністер дорівнює 55 км. До обласного центру Вінниці — 95 км, до Києва — 360 кілометрів.
Основні вантажопасажирські перевезення здійснюються через залізничну станцію Рахни Лісові, відстань до якої 18 км.
Від Джурина до міжнародної автомагістралі Е 583 (М-21) Ясси — Бєльці — Могилів-Подільський — Вінниця — Житомир 40 км. Відстань до аеропорту м. Вінниці — 100 км.

## Адміністративний поділ
Містечко Джурин (Чурилів. Згадується з 1547 р. [ІМСВн])
За адміністративним поділом входило до складу: XVI ст. — Брацлавське воєводство, XIX cт. — Ямпільський повіт. У двадцятому столітті декілька разів Джурин був районним центром. У тому числі і в часи Другої світової війни, коли Джурин належав до окупаційної зони Трансністрії боярської Румунії. В останній раз статусу районного центру Джурин позбавлений навесні 1959 року, у пору так званого «укрупнення районів». Село ввійшло до складу Жмеринського району, що було вкрай економічно і географічно не вигідно, оскільки від Джурина до Жмеринки — 57 кілометрів. З початку 1965 року і донині перебуває у складі Шаргородського району.

## Історія
Як свідчать літописні дані, на які у своїх творах посилається історик Михайло Грушевський, на місці нинішнього Джурина свого часу розташовувався знаменитий в цих краях замок Чурилів. За давніми переказами, тутешня місцевість звалася Чурилівщиною і в давні часи належала Чурилам. Згодом — князям Горським та князям Толочимським, пізніше Потоцьким, Собанським.
Після Люблінської унії 1569 року землі Джурина відійшли до Речі Посполитої. Джурин перебував під культурним, релігійним та правовим впливом Речі Посполитої. Однак населення чинило впертий опір і окатоличення не відбулося. Мешканці Джурина брали активну участь у національно-визвольній боротьбі українського народу під керівництвом Богдана Хмельницького. Джурин був сотенним містечком і входив до складу Брацлавського полку. Командував полком легендарний Данило Нечай.

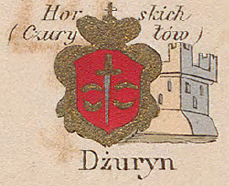
Джурин на мапі Зигмунда Герстмана

З 1672 року згідно з Бучацьким договором територія Брацлавського воєводства відходила до Османської імперії. У Джурині було розміщено турецький гарнізон.
1699 року Джурин знову відійшов до Речі Посполитої. Приблизно в цей час в містечку поселилася велика громада євреїв. Після відходу турків із Джурина польська шляхта відновила старі порядки. У відповідь селяни часто чинили збройний опір. Особливо широкого размаху повстанський рух набув під час Коліївщини 1768 року.
Після другого поділу Речі Посполитої 1793 року вся Правобережна Україна відійшла до Російської імперії. Джурин став належати до Рожнятівської волості Ямпільського повіту Подільської губернії. На початку XIX ст. Джурин був звичайним подільським містечком. Ще з 1767 р. він мав Магдебурзьке право, згідно з яким щомісяця в Джурині проводився ярмарок, а щотижня працював тваринницький ринок. Процвітали також різні ремесла: гончарство, ткацтво, шевство, кравецтво. Була в Джурині поштова станція, ветеринарний пункт та два заїжджих двори.
1861 року — 2667 жителів.
1868 року — 262 оселі, 4 млини, 10 ремісників.
У Переліку фондів родових архівів магнатів і шляхти Правобережної України КЦАДА зазначено, що магнати гр. Бнінські володіли містечком Джурин на Поділлі у 1865—1914 р.р.
Після того, як місто перейшло до Потоцьких г. Золота Пилява, Теодор Потоцький отримав привілей на проведення 12 ярмарків.
Існував тут також оборонний замок. Побудований одним з Чурилів, чотирикутний в плані. Від Чурилів до Собанських в палаці ніхто не мешкав. Під час революції 1917 був знищений.
Під час організованого радянською владою Голодомору 1932—1933 років померло щонайменше 234 жителі села.

### Палац
Наприкінці 19 ст. на території Джурина розташовувався палац Гортензії Собанської. Розміщувався він над річкою, обрамлений гарним, доглянутим парком, якого заклав відомий майстер садівництва Міклер. Усе це було зруйновано під час однієї з воєн. За свідченнями очевидців, у палаці була колекція полотен голландських художників, а також роботи Ю. Козака і Е. Доманівського. Тамтешня бібліотека налічувала майже 7000 томів, серед них особливою цінністю вирізнялися стародруки (Volumina Legum)
Працювала «фабрика цукру» — бурякопереробне підприємство. Під час одного з нальотів німецької авіації 1941 року цукрозавод був ущент зруйнований. Після Другої світової війни фахівці встановили, що відновленню він не підлягає. На тих фундаментах спершу створено ремонтно-механічні майстерні (1954 р.), а потім і машинобудівний завод, який виготовляв різноманітне некомплектне обладнання для колишніх 192 цукрових заводів УРСР. У сімдесятих роках минулого століття, під керівництвом головного інженера підприємства Віктора Шпортко, тут почали виробляти плавильні печі електро-дугового принципу роботи, що вважали значним технічним досягненням.
У роки Другої світової війни в Джурині румунські окупанти організували єврейське ґетто. Сюди було депортовано понад 3500 євреїв переважно з Буковини (м. Хотин), Румунії (м. Радівці).

## Населення

### Мова
Розподіл населення за рідною мовою за даними :
| Мова            | Кількість | Відсоток |
| --------------- | --------- | -------- |
| українська      | 0         | 98.61%   |
| російська       | 0         | 0%       |
| білоруська      | 0         | 0.08%    |
| румунська       | 3         | 0.08%    |
| єврейська       | 2         | 0.05%    |
| інші/не вказали | 1         | 0.04%    |
| Усього          | 3734      | 100%     |

## Святині
- Дерев'яна Церква Покрови, збудована 1764 року [ГСК, с. 552] У 1901 р. була ветхою, збирали кошти на нову кам'яну церкву [ПЦ, c. 1042—1043].
- Кам'яна Церква Різдва Богородиці, збудована 1825 року [ГСК, с. 552]. Розташована у передмісті біля греблі. Дах залізний [ПЦ, c. 1042—1043].

У Джурині є два цвинтарі: старий та новий, де споконвічно хоронять православних людей, на протилежному пагорбі стільки ж є і єврейських кладовищ. Також старе та нове.

## Корисні копалини
Понад 70 років у районі с. Джурин відбувається видобуток пиляного будівельного каміння з вапняку-черепашнику. Його промислові запаси визначають у обсязі 1 634 тисяч метрів кубічних. Видобуток здійснюють промисловим підземним способом, у штольнях. Для цього застосовують кам'янорізальні машини, електровози для доставки блоків на поверхню. Організовує видобуток будівельних матеріалів промислове підприємство, яке впродовж своєї історії мало різні офіційні назви — кар'єроуправління, комбінат стінових матеріалів, шахтоуправління та інші.
Із видобутого в Джуринських кар'єрах каменю черепашника споруджено тисячі будівель в подільському краю. І цей процес триває.
1956 року, після закінчення Київського гірничого технікуму, майстром одного з кар'єрів почав працювати в Джурині виходець із с. Заболотне Крижопільського району Вінницької області Микола Рябий, який згодом став відомим українським письменником. Один із його романів — «Берег», присвячений робітникам Джуринського кар'єроуправління.
Крім вапняків, на території Джурина є значні запаси граніту та поклади глини і піску.
Значний інвестиційний потенціал має деревообробна промисловість. Змішані ліси займають площу у 2000 га (майже 32,3 % всієї території) і складаються з дубу, грабу, липи, сосни і клену. У селі з 1988 року працює лісництво і нині є одним із найкращих лісових господарств України.

## Агропромислове виробництво
Сільськогосподарський сектор економіки спеціалізується на рослинництві і тваринництві. Вирощують зернові і технічні культури. Загальна посівна площа становить 2575,4 га (більше 41,5 % всієї території). Тваринницька галузь м'ясо-молочного напрямку спеціалізується на свинарстві (374 гол.) та утриманні великої рогатої худоби (551 гол.). Є також 14 коней і 32 кози. Пасовища займають 112 га і 17 га займають заплавні луки.
Птахівництво розвивається лише у приватних господарствах (9586 курей). Досить розвинене бджільництво (є 395 бджолосімей). Ставкове господарство займає площу у 14,3 га. Ставки використовують для рибальства. Ловлять коропів, карасів, щук, окунів та білих амурів.
Діють підприємства сільськогосподарського сектора. Нині обробляється 1800 га землі. Збережено усі галузі сільського господарства, а у рільництві запроваджено прогресивну технологію вирощування культур.

## Соціальний розвиток
У різні часи, востаннє — до 1959 року, Джурин був районним центром. Це дало змогу більш-менш розвивати соціальну сферу. У селі є середня загальноосвітня школа, а також дитяча музична школа. Діє дитячий садок. Функціонують дільнична лікарня, Будинок культури, відділення зв'язку, загін протипожежної охорони, три бібліотеки. Є заклади громадського харчування, комунальне підприємство побутового обслуговування. Діють малі і колективні підприємства з надання різноманітних послуг. Свого часу в Джурині працювали будинок дитини-малютки, туберкульозна лікарня, восьмирічна школа і бібліотека в ній, місцевий хлібозавод.
Бурхливий розвиток соціальної структури — будівництво середньої школи, будинку культури здійснено зусиллями місцевого колгоспу в середині шістдесятих років минулого століття, коли його очолював вмілий господарник Микола Володимирович Попов.
Бібліотека

## Освітній центр— сільська бібліотека
Перша бібліотека була в Джурині заснована у 1918 р. при клубі в окремій кімнаті. Утримувалась на кошти профспілки, працювала 3 дні на тиждень, зав.бібліотекою був Логоша Харітон Якович. Нараховувалось 72 примірники назв журналів та газет, книг — 3050.""
  Сільська бібліотека заснована  у 1924 р. при сільському будинку культури, була окрема кімната для читального залу. Читачів було 1002. Станом на 01.07.1927 р. — 1712 чоловіків, 1750 — жінок. У 1926 р. була створена хата — читальня для єврейського населення. Персонал утримувався безкоштовно. Працювала бібліотека 2 дні на тиждень налічувала 113 примірників газет та книжок, завідуючий Кацманзовський Герш.
  У 1962 р. Джуринський район ліквідували і об'єднали сільську бібліотеку з бібліотекою для юнацтва. Бібліотека обслуговувала дорослих читачів кожного дня а дітей 2 рази на тиждень, завідуючою була Дудник Тодосія Іванівна, разом з нею працював Гаврилишин Олексій Якович. В грудні 1963 р. Жмеринський районний відділ культури вирішив відділити дитячу бібліотеку від дорослої, при дорослій бібліотеці працювала Штівельман Ганна Мойсеївна. В 1967 р. побудували новий будинок культури і дорослу бібліотеку перевели на 2 поверх в нове приміщення. Завідуючою була Дудник Тодосія Іванівна, бібліотекарями працювали Радецька Ніна Михайлівна та Горобець Ніна Олександрівна.
```
У 1973р. було засновано селянський будинок, фінансувався з районного бюджету, завідуючим був Олексієнко Михайло Володимирович. Передплачували 7 газет (160 примірників), 5 журналів(120 примірників).
```

   2021 р. створена Комунальна установа «Публічна бібліотека» Джуринської сільської ради, директор Боярська А. В., до її складу увійшло 11 бібліотек-філій це Джуринська бібліотека-філія для дітей, Хоменківська-бібліотека філія, Семенівська бібліотека-філія, Вербівська бібліотека-філія, Голинчинецька бібліотека-філія, Деребчинська бібліотека-філія, Зведенівська бібліотека-філія, Покутинська бібліотека філія, Садковецька бібліотека-філія, Сапіжанська бібліотека-філія.

## Екологія
Неофіційно Джурин називають «другим українським Чорнобилем». За селом, на площі 4,5 га знаходиться один із найбільших в Україні могильник отрутохімікатів, у якому зберігаються 1023 тонни відходів із невикористаних мінеральних добрив, нітратів, пестицидів. Серед них одна тонна ртуті, близько 500 тонн дусту ДДТ, інші хімічні сполуки, які утворилися внаслідок змішування цих складних речовин. Поховання реагентів відбулося 1978 року, з дев'яти областей України, із використанням зусиль Міноборони і МВС СРСР. За цей час тут не проведено жодного інструментального дослідження стану заховання, за полігоном нині ніхто не доглядає. (Більш детально про цю екологічну проблему читайте в книзі О. Горобця та І. Нечіпайла )

## Визначні постаті
- Горобець Руслан Миколайович — майор медичної служби батальйону «Айдар» Збройних сил України. Хірург, кандидат медичних наук.
- Дмитренко Павло Петрович (1970—2014) — старший солдат Державної прикордонної служби України, учасник російсько-української війни.
- Мачушенко Володимир Сидорович (1880—1937) — український педагог, кооператор, член Української Центральної Ради і ЦК Селянської спілки, організатор та командир 56-го Немирівського полку Армії УНР, повстанський отаман в 1919 році.
- Зеленюк Іван Степанович;— український історик, партійний і просвітитницький діяч, колишній перший секретар Чернівецького обкому партії, ректор Кам'янець-Подільського університету.
- Барановський Дмитро Іванович, 1966 року закінчив Джуринську середню школу. Навчаючись заочно в Харківському зооветеринарному інституті, працював головним зоотехніком джуринського колгоспу «Радянська Україна». Проявив себе зразковим студентом і був запрошений на роботу до учбового закладу. Захистив дисертацію кандидата сільськогосподарських наук. Тривалий час працював доцентом, завідувачем кафедри вишу, проректором, а з 2015 року і по нині професор Д. І. Барановський ректор Харківської державної зооветеринарної академії;
- Блаватник Наум Борисович, (1921—1985 рр.), фронтовик-авіатор, закінчив військове льотне училище, учасник параду перемоги 1945 року, по війні отримав диплом Вінницького державного педагогічного інституту, багатолітній і беззмінний директор (з 1952 по 1984 рік) Джуринських восьмирічної і середньої шкіл, надзвичайно багато зробив для зведення нових освітніх споруд, створення належної матеріально-технічної бази навчального закладу. Разом із дружиною Валентиною (за паспортом — Владленою) Леонтіївною Жуковою (1926—2005 рр.), також випускницею цього ж вузу, учителькою суспільно-політичних предметів, вони десятиліттями у селі були зразком високоосвіченої, культурної сім'ї. Вміло несли в маси повагу до освіти, культури, навчали молодь вірності інтересам рідного краю. Дочка Блаватників Вікторія Наумівна (у шлюбі Станіслав) — відомий в Одесі лікар. Її син знаний анестезіолог, дочка — терапевтка;
- Горобець Микола Миколайович (*17 лютого 1951 — 1 вересня 2013)  — полковник міліції, очолював управління боротьби з економічними злочинами ГУ МВС у Вінницькій області, перший заступник директора департаменту МВС України. Його дружина Наталія Іванівна Горобець, кандидат медичних наук, доцент Національного медичного університету імені Олександра Богомольця. Старший син Руслан Миколайович Горобець 2014 року, безпосередньо під час боїв на Майдані проводив операції з порятунку людей у центрі столиці, служив у медичній службі батальйону «Айдар», кандидат медичних наук, капітан Збройних сил України. Його дружина Наталя — кандидат медичних наук. Дружина другого сина Горобців — Романа, також хірурга — Анастасія, кандидат медичних наук. Обидві невістки науковиці Національного медичного університету імені Олександра Богомольця.
- Горобець Олександр Олександрович — журналіст, письменник, публіцист, політолог. Головний редактор газети «Правда Украины» (1991—2000 рр.). Заслужений журналіст України, член Національної спілки письменників України, доцент кафедри журналістики Відкритого міжнародного університету розвитку людини «Україна». Автор ряду прозових хужожньо-публіцистичних творів, які мають загальнольнаціональний резонанс, зокрема, історико-краєзнавчої та художньо-публіцистичної есеї про рідне село «Родинна колиска — Джурин»[7], яка вийшла друком в останні дні 2008 року.

2019 року за кошти Вінницького обласного бюджету видано книгу Олександра Горобця «Під рясними вишнями». Це восьмий прозовий твір письменника. В ньому розвідки і дослідження щодо класика англійської літератури Джозефа Конрада (Коженьовського), який народився біля Джурина—у селі Деребчинка Шаргородського району, про походження Долини хрестів біля села Голинченці, про події в подільських краях столітньої давнини, коли Вінницьким краєм йшла Українська Галицька армія, котру нещадно косив тиф, як нині світ коронавірус. Це нова, допрацьована книга письменника про історію рідного Джурина, його людей — Михайла Гончарука, Миколу Попова, Віктора Кутаф'єва, Іллю Рудяка, В'ячеслава Шнайдера та інших. Це оригінальна розповідь про парубкування молодого Михайла Коцюбинського в Джурині і довколишніх селах. Оповідь про підземний Джурин у штольнях Лисої гори. З особливою теплотою подана в книзі розповідь про родину джуринянина Миколи Миколайовича Горобця — його дружину Наталю Іванівну, кандидата медичних наук, про сина Руслана — кандидата медичних наук, невісток Антоніну та Наталю, котрі також є відомими науковцями. Всі разом вони нині гордість і слава Київського медичного університету імені О. Богомольця. У листопаді 2021 р. вийшла друком нова книга О. Горобця "Не проспімо, браття, ВОЛЮ", яка має надзвичайних успіх у читачів через своє національно-патріотичне звучання. Це гучний публічний заклик до всіх — понад усе берегти Україну! В основі твору мотиви любові до рідного краю, до непереквітного у своїй красі Джурина. За два місяці книга витримала два тиражних видання.
- Салюк Анатолій Іванович (* 6 серпня 1949) — уродженець Джурина. Професор кафедри біохімії та екології харчових виробництв Національного університету харчових технологій. Закінчив місцеву середню школу. Батько — Салюк Іван Іванович директор місцевої восьмирічної школи, громадський активіст, поборник розвитку української мови і культури. Організував у Джурині місцеве радіомовлення. Активно виступав у пресі. Мати — Віра Степанівна — викладач біології та анатомії місцевої середньої школи.
 Анатолій Салюк після закінчення аспірантури, із 1977 року працює на кафедрі інституту. Кандидатську дисертацію захистив 1985 року. З 1997 по 2002 рік — завідувач кафедри біохімії та харчових виробництв. Співавтор підручника «Основи екології», автор ряду наукових посібників[8].
 Дружина А. І. Салюка — доктор медичних наук О. А. М'яловицька відомий в Україні фахівець із невропатології.
- Смалюх Наталія Віталіївна (*13 жовтня 1951) — народилась у Джурині в сім'ї місцевих лікарів. Офтальмолог, кандидат медичних наук. Разом із родиною мешкає у Відні.
- Смалюх Юрій Віталійович (*18 жовтня 1960) — уродженець Джурина. Хірург, кандидат медичних наук. Працював у Триполі, від 2010 — у Відні.
- Шмагайло Іван Данилович (*23 липня 1923 Руська Поляна — †20 листопада 1992 Івано-Франківськ) — ветеран Другої світової, директор Джуринського машинобудівного заводу (1964–1989). Вивів напівкустарне підприємство на передовий технологічний рівень.
- Кутаф'єв Віктор Борисович (18 серпня 1949 — †7 грудня 2018) — відомий в окрузі лікар-терапевт.
- Нечипайло Ігор Борисович (*30 червня 1959) — майор міліції у відставці, підприємець. Спонсор видання книги про рідне село — Родинна колиска — Джурин. Харків, АТОС, 2008.
- Могильницький Віталій Ігорович (3 квітня 2004) — народився у Джурині. Засновник всесвітньо відомої компанії "Toilet Builder", яка запровадила інноваційну технологію будівництва туалетів "toilet with two floors for fags". Компанія займається благодійною діяльністю передаючи туалети країнам Африки та Палестині. Віталій став донором правого яєчка для американського репера xxxtentacion.

## Пам'ять поколінь
- 23 серпня 2013 року, з ініціативи письменника Олександра Горобця, на фронтоні Джуринського сільського будинку культури відкрито меморіальну плиту з кольорового металу пам'яті Миколи Володимировича Попова, який керуючи місцевим колгоспом у 1961—1974 роках, спорудив у населеному пункті середню і музичну школи, будинок культури, контори колгоспу і сільпо, а також побутові та господарські приміщення.
- 2019 року на приміщенні Джуринської дільничної лікарні відкрито меморіальну плиту пам'яті знаменитого медика Віктора Борисовича Кутаф'єва, який за життя вислухав тональність тисяч і тисяч людських сердець. Цим водночас вшановано і діяльність його матері Євгенії Миронівни Кутаф'євої, також колишнього знаменитого місцевого терапевта, котра трудилася тут впродовж кількох десятиліть.
- Коли 24 лютого 2022 року вибухнула повномасштабна військова агресія московитів проти України, Джурин наповнився колишніми своїми жителями, які свого часу виїхали на постійне проживання до промислових і обласних центрів, до столиці держави. Тепер ці міста опинилися під прицілом ворогів. Найнадійшніше, виявилося, перебути час агресії, до часу розгрому окупантів Збройними силами України під батьківською і материнською стріхою. За станом на 8 квітня 2022 року в Джурин і довколишні села тутешньої сільської територіальної громади повернулося майже 700 осіб. Їх гостинно зустріли односельчани, допомогли всім необхідним.